# Saint-Mihiel
Saint-Mihiel är en kommun i departementet Meuse i regionen Grand Est (tidigare regionen Lorraine) i nordöstra Frankrike. Kommunen ligger i kantonen Saint-Mihiel som tillhör arrondissementet Commercy. År 2022 hade Saint-Mihiel 3 848 invånare.

## Befolkningsutveckling
Antalet invånare i kommunen Saint-Mihiel
| Referens: INSEE |